# Victory Bomber

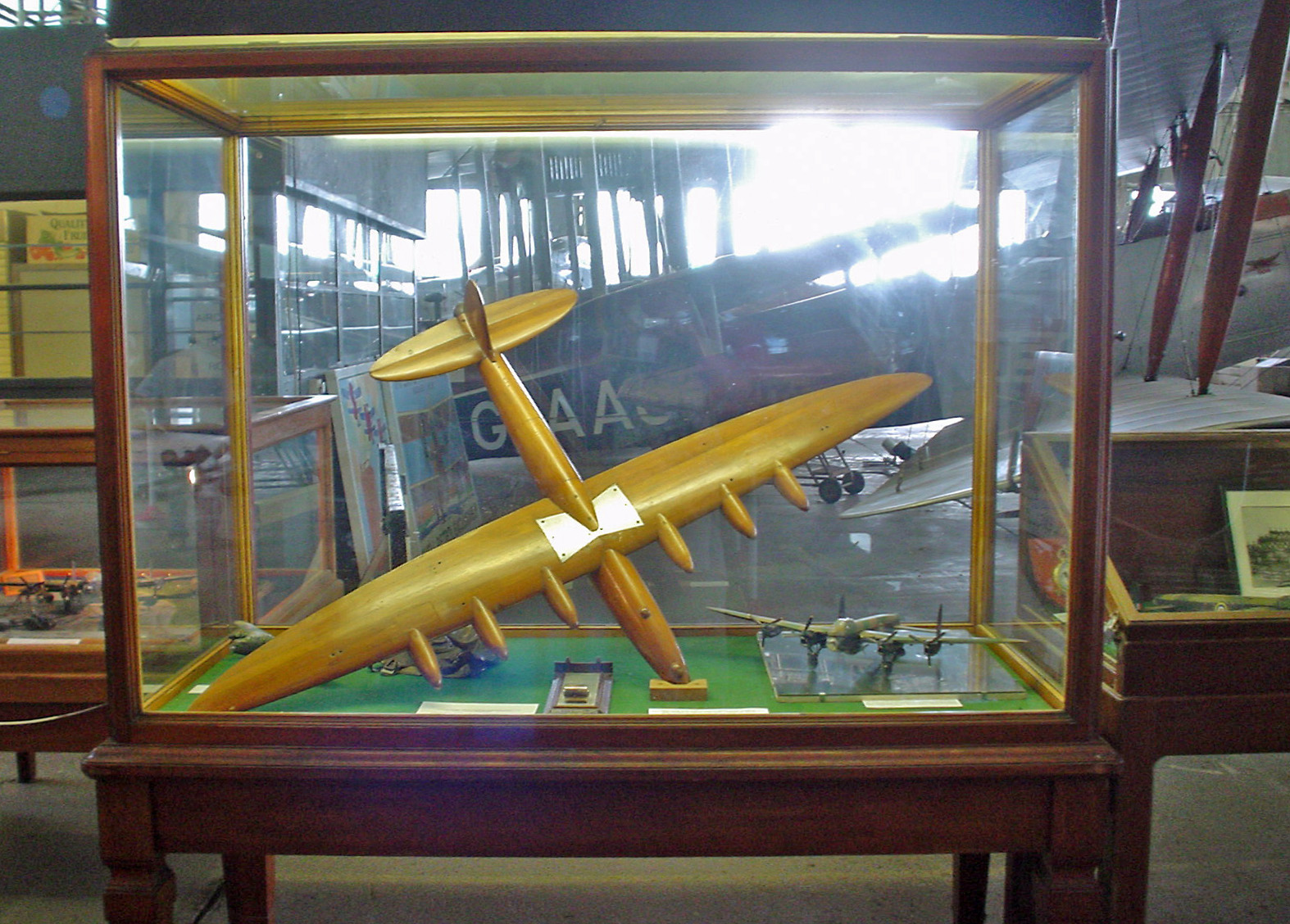
Mô hình hầm gió của Victory Bomber tại Bảo tàng Brooklands

Victory Bomber là một thiết kế máy bay ném bom của Anh trong Chiến tranh thế giới thứ hai. Nó có thể mang bom động đất nặng 22.000 lb (10.000 kg) tới các mục tiêu chiến lược ở Đức.

## Tính năng kỹ chiến thuật
Đặc điểm tổng quát
- Chiều dài: 96 ft (29,3 m)
- Sải cánh: 172 ft (52,4 m)
- Chiều cao: 11ft (3,2m)
- Diện tích cánh: 2.675 ft² (248,8 m²)
- Trọng lượng có tải: 104.000 lb (47.200 kg)
- Động cơ: 6 × Rolls Royce Merlin hoặc Bristol Hercules,  ()  mỗi chiếc

 Hiệu suất bay 
- Vận tốc cực đại: 352 mph (566 km/h) trên độ cao 32.000 ft (9.750 m)
- Trần bay: 45.000 ft (14.000 m)

Trang bị vũ khí

- Súng: 4× súng máy Browning 0.303 in (7,7 mm)
- Bom: single 10 ton bomb